# Monique Vanherck
Monique Vanherck (19 november 1946) is een voormalige Belgische atlete, die was gespecialiseerd in het verspringen en de 100 m. Ze veroverde op twee verschillende onderdelen zeven Belgische titels. 

## Biografie
Vanherck werd tussen 1965 en 1970 viermaal Belgisch kampioene in het verspringen en driemaal op de 100 m. Ze verbeterde op de kampioenschappen van 1966 het Belgisch record van Rose-Marie De Bruycker in het verspringen tot 5,74 m. Ze bracht het na verschillende verbeteringen, ook op de Belgische kampioenschappen, naar 6,10 m.

### Clubs
Vanherck werd net als haar tweelingzus Rita getraind door haar vader Albert Vanherck, een gewezen polsstokhoogspringer. Ze was aangesloten bij Beerschot AC.

## Belgische kampioenschappen
| Onderdeel   | Jaar                   |
| ----------- | ---------------------- |
| verspringen | 1966, 1967, 1968, 1970 |
| 100 m       | 1966, 1967, 1968       |

## Persoonlijke records
| Onderdeel   | Prestatie      | Datum            | Plaats |
| ----------- | -------------- | ---------------- | ------ |
| verspringen | 6,10 m (ex-NR) | 25 augustus 1968 | Breda  |
| 100 m       | 12,3 s         |                  |        |

## Palmares

### verspringen
- 1966:  BK AC – 5,74 m
- 1967:  BK AC – 5,87 m
- 1968:  BK AC – 5,77 m
- 1970:  BK AC – 6,03 m

### 100 m
- 1965:  BK AC – 12,7 s
- 1966:  BK AC – 12,5 s
- 1967:  BK AC – 12,4 s